# Multipotencja
Multipotencja – zdolność komórek niezróżnicowanych do przekształcania się w komórki różnych typów, przy czym dany typ komórek multipotencjalnych może przekształcić się w komórki wchodzących w skład jednej określonej tkanki (np. komórki szpiku kostnego mogą różnicować się w komórki krwi). Ich linie potomne występują w tkankach organizmów młodocianych i dojrzałych, uczestnicząc w procesach wzrostu i regeneracji.